# 南邦苏塞苏
南邦苏塞苏是巴西巴拉那州的一个市镇。总面积195.867平方公里，总人口3107人，人口密度15.9人/平方公里。